# Приходы РПЦЗ в СССР и на постсоветском пространстве
Приходы РПЦЗ в СССР, а с 1991 года — Приходы РПЦЗ на постсоветском пространстве (также известны как Российская православная церковь юрисдикции Архиерейского синода РПЦЗ, Российская православная свободная церковь, Российские приходы РПЦЗ, РПЦЗ в России) — структуры Русской православной церкви заграницей (приходы, монастыри, братства и др.), существовавшие на канонической территории Русской православной церкви.
Как отмечал исследователь данного феномена священник Аркадий Маковецкий «появление отдельных приходов, а затем и епархий РПЦЗ на канонической территории Московского Патриархата, по времени совпавшее с началом процесса перестройки и демократизации в России, привело к переходу в эти новообразованные религиозные организации около двухсот священнослужителей и солидарных с ними членов общин, вышедших из состава епархий Московского Патриархата, и стало заметным явлением в религиозной жизни 1990‒2000 гг».
По словам Глеба Рара, «РПЦЗ нанесла огромный вред тем, что наплодила в России огромное количество всевозможных расколов». Большая часть этих приходов отделилась от РПЦЗ либо прекратила существование. В настоящее время большинство неканонических православных юрисдикции на территории постсоветского пространства в том или ином виде восходят к приходам и клирикам РПЦЗ, отделившимся от неё.

## История

### Предыстория появления
С самого момента своего появления Русская зарубежная церковь особое внимание уделяла Церкви в Отечестве. С конца 1920-х — начала 1930-х годов уже после разрыва с заместителем Патриаршего Местоблюстителя митрополитом Сергием (Страгородским) и Временным Патриаршим Священным Синодом при нём в официальных документах и публицистике РПЦЗ утвердилась традиция исповедовать духовное и каноническое единство Русской Церкви в эмиграции с «Истинно-Православной» церковью в Советском Союзе, объединившей противников нового курса митрополита Сергия. В 1937 году уже после запрещения, вынужденно наложенного Заместителем Патриаршего Местоблюстителя митрополитом Сергием на зарубежных иерархов, в богослужебный чин РПЦЗ была введена даже особая литургическая формула поминовения иерархии: «О православном епископстве Гонимыя Церкви Российския…». С подачи бежавшего на Запад деятеля иосифлянского движения Ивана Андреева такие общины стали называть «Катакомбной церковью».
С начала 1970-х годов при первоиерархе митрополите Филарете (Вознесенском) РПЦЗ под влиянием греков-старостильников отдаляется от поместных православных церквей, обвиняя их экуменизме и других пороках, а также всё критичнее высказывается об лояльной советской власти Русской православной церкви в СССР, которая, по выражению митрополита Филарета, «лишила себя благодати». В этой ситуации РПЦЗ все больше начинает уделять «катакомбной церкви», то есть тем общинам, которые появились в результате церковных разделений 1920-х — 1930-х годов и не поминали иерархов Русской православной церкви. Первоиерарх РПЦЗ Митрополит Филарет (Вознесенский) отмечал в 1980 году: «Катакомбная Церковь в России относится с любовию и полным доверием к Церкви Зарубежной (…). Признать церковь лукавнующих носительницей и хранительницей благодати мы, конечно, не можем».

### Первые катакомбные приходы РПЦЗ в СССР
В 1975 году в Архиерейский Синод РПЦЗ поступило письменное прошение 14 катакомбных священников из России и с Украины, которые сообщали, что они лишились епископского руководства после смерти одного из канонических катакомбных епископов. Достоверно установлены следующие имена клириков, входивших в состав этой группы (само прошение, упоминающееся во многих источниках, не обнаружено): иеросхимонах Серафим (Марков) (ум. 1979), протоиерей Михаил Рождественский (ум. 1988), иеромонах Лазарь (Журбенко) (ум. 2005), иеромонах Никита (Лехан) (ум. 1985), иеромонах Тимофей (Несговоров) (ум. 1975), иеромонах Александр (Орлов) (ум. 1977), иеромонах Феодор (Рафанович) (ум. 1975), иеромонах Назарий (Конюхов) (ум. 1975), иеромонах Филарет (Метан) (ум. 1975), иеромонах Тихон (Зорин) (ум. 1976), священник Филипп Сычёв (ум. 1978), иеромонах Пахомий (Петин) (ум. 1985). Эта группа, большая часть которой ранее находилась под омофором схиепископа Петра (Ладыгина), была официально принята в каноническое подчинение РПЦЗ в 1977 году, а непосредственным правящим архиереем этих катакомбных клириков стал председатель Архиерейского Синода РПЦЗ Митрополит Филарет (Вознесенский).
Управление российскими катакомбными приходами из Нью-Йорка, где располагался Архиерейский Синод РПЦЗ, не могло не носить условного характера, поэтому практически сразу после принятия группы истинно-православных священников под омофор зарубежного Синода встал вопрос о поставлении для них собственного епископа. Проблема обострялась по мере того, как умирали катакомбные священники, в массе своей весьма преклонного возраста. К началу 1980-х годов единственным клириком непенсионного возраста среди духовенства РПЦЗ в России являлся иеромонах Лазарь (Журбенко), рукоположенный в Московском Патриархате.
Для совершения тайных хиротоний был избран священник Владимир Прокофьев, 23 октября 1981 года поставленный во епископа. Благодаря своим родственникам, работавшим в посольстве Франции в Москве, он имел возможность легально посещать Советский Союз. Прибыв в Москву в мае 1982 года, епископ Варнава смог найти лишь архимандрита Лазаря, благодаря тому, что постоянную связь с ним удалось наладить архиепископу Женевскому и Западно-Европейскому Антонию (Бартошевичу), которому иеромонаха Лазаря, в свою очередь, рекомендовал известный церковный диссидент, клирик Московского Патриархата Димитрий Дудко. Епископ Варнава ждал приезда священника Михаила Рождественского — он был кандидатом в архиереи, но тот не приехал. 10 мая 1982 года, на квартире катакомбной монахини Феодоры в московском районе Тушино, епископ Варнава в нарушение целого ряда канонов единолично рукоположил во епископа для российских катакомб архимандрита Лазаря (Журбенко), который получил титул «Тамбовского и Моршанского».
Хиротония епископа Лазаря привела к первому разделению среди последователей РПЦЗ в СССР — небольшая их часть отказалась перейти под его омофор. Негативное восприятие епископа Лазаря в катакомбной среде усиливалось от того, что он демонстрировал недоброжелательное отношение к тем «истинно-православным», кто не признавал его юрисдикции, и собирал различные доказательства неканоничности всех современных ему катакомбных епископов, представив в 1990 году соответствующий доклад Архиерейскому Собору РПЦЗ. В подчинение Епископа Лазаря не перешли ни священник Михаил Рождественский, ни иеромонах Гурий (Павлов), хотя оба находились тогда под омофором РПЦЗ.
Активная деятельность епископа Лазаря и его свободные перемещения по Советскому Союзу, особенно в эпоху усиления контроля за религиозной жизнью в годы руководства страной Ю. В. Андроповым, усилили подозрения в катакомбной среде относительно личности и реальных целей деятельности этого иерарха. По признанию настоятеля московской общины епископа Лазаря священника Олега Орешкина, все «ветви» катакомбной церкви считали иерарха агентом КГБ.
В эпоху перестройки, особенно после празднования 1000-летия Крещения Руси в 1988 году, интерес к РПЦЗ среди православных в Советском Союзе, особенно среди клириков и мирян Московского Патриархата, значительно возрос. Широкое распространение среди православного духовенства и мирян получили издания Зарубежной Церкви, особенной популярностью пользовались репродукции иконы Новомучеников и Исповедников Российских, «от безбожных пострадавших», канонизацию которых РПЦЗ совершила в 1981 году. Самыми активными сторонниками создания легальных канонических структур РПЦЗ в России, альтернативных Московскому Патриархату, в конце 1980-х годов выступили диссиденты — как церковные, так и светские, — составлявшие демократическую оппозицию советскому режиму, выступавшие за скорейший демонтаж всей советской системы, в том числе «советской церкви».
Осенью 1989 года группа сибирского духовенства: игумен Евтихий (Курочкин) из Ишима, священники Иоаким Лапкин, Михаил Курочкин, Василий Савельев и диакон Сергий Бурдин обратилась в Архиерейский Синод с просьбой о принятии в РПЦЗ.
В том же году по приглашению Первоиерарха РПЦЗ митрополита Виталия (Устинова) мирянин Александр Михальченков, посетил Канаду и США, где был посвящён во иподиакона и поступил на заочное отделение Свято-Троицкой духовной семинарии в Джорданвилле. В январе 1990 года иподиакон Александр был избран Председателем Братства преподобного Иова Почаевского, которое в дальнейшем развернуло активную деятельность на территории СССР.

### 1990 год
7 апреля 1990 года клир и приход Цареконстантиновского храма в Суздале во главе с архимандритом Валентином (Русанцовым) заявил о переходе в РПЦЗ. Обращение суздальской общины в Архиерейский Синод РПЦЗ получило широкий резонанс в церковном и светском обществе. Общину, которая «пошла своим путём», поддержали демократические СМИ, некоторые депутаты Верховного Совета России. Существенную помощь архимандриту Валентину и общине в дни, когда они уже покинули РПЦ МП, но ещё не были официально приняты в РПЦЗ, оказала нонконформистская телепрограмма «Пятое колесо», а также московские газета «Московские новости» и журнал «Огонёк». Принятие архимандрита Валентина в юрисдикцию Русской Зарубежной Церкви примером для нескольких десятков приходских общин в различных регионах страны. Архимандрит Валентин (Русанцов), имевший в Суздале прочные позиции, благодаря сотрудничеству с местным уполномоченным Совета по делам религий, сумел увести за собой несколько десятков храмов во Владимирской области.
16 мая 1990 года постановлением Архиерейского Собора РПЦЗ архимандрит Валентин с клиром и паствой был принят в каноническое подчинение Русской Зарубежной Церкви. Это был беспрецедентный шаг, поскольку ранее в РПЦЗ не принимались крупные легальные приходы Московского Патриархата. В самом Синоде РПЦЗ не было полного единодушия по этому вопросу. В Послании Архиерейского Собора РПЦЗ от 16 мая 1990 года говорится о том, что Русская Зарубежная Церковь не планировала открывать свои легальные приходы в России, но она не могла не «протянуть руку нуждающимся в нашей помощи… Подобно нищему, они просят дать им хлеба духовного и можем ли мы, в их протянутые нам руки, положить камень равнодушия и безразличия?».
В мае 1990 года отдел юстиции Моссовета зарегистрировал Братство преподобного Иова Почаевского как общественно-благотворительную организацию.
В мае 1990 года Архиерейский Собор РПЦЗ принял Положение о Российской Православной Свободной Церкви. Главным каноническим обоснованием создания собственной иерархии в России, согласно Посланию, является то обстоятельство, что для епископов РПЦЗ русская земля не является территорией чужой автокефальной Церкви. В Послании не говорится о том, что Московская Патриархия «отпала от Православия» и поэтому долгом Русской Зарубежной Церкви является восстановление Истинного Православия на родине. Напротив, в этом соборном акте говорится: «Верим и исповедуем то, что в храмах Московской Патриархии, в тех из них, в которых священник горячо верит и искренно молится, являясь не только служителем культа, но и добрым пастырем, любящим своих овец, по вере приступающих, подаётся в таинствах спасительная благодать. Немногочисленны эти храмы на необъятных просторах Русской Земли». В Послании отмечается, что храмов Катакомбной Церкви, сохранившей «каноническую преемственность от принявших мученические венцы, истинных архипастырей Церкви», в России ещё меньше, чем благодатных храмов РПЦ. Именно этой малочисленностью «благодатных» храмов разных юрисдикций фактически и объясняют Отцы Собора РПЦЗ 1990 года необходимость положительного отклика Зарубежной Церкви на просьбы священников и мирян из России «покрыть их омофором, дать им благодать».
По воспоминаниям Виктора Тростникова, побывавшем тогда в Архиерейском Синоде в Нью-Йорке по приглашению митрополита Виталия и описавшего новоизбранного Патриарха Алексия II и церковную жизнь в СССР: «Они выслушали меня с большим скепсисом, вероятно, оставшись при своём мнении о том, что избран сервильный Патриарх. Священник РПЦЗ Пётр Перекрёстов, который сейчас стал энтузиастом воссоединения, тогда часами со мной спорил, доказывая, что у нас негодный клир и Церковь наша продалась большевикам. А некоторые из тех, кто постарше говорили: „Я теперь понимаю, какая у РПЦЗ миссия. Когда мы вернёмся в Россию после падения большевистского режима, то научим людей креститься, потому что в России разучились наносить на себя крестное знамение“. Вот такие были дикие представления в РПЦЗ».
Послание вызвало массу критики как среди «зарубежников», так и в различных «ветвях» «Катакомбной Церкви» и Греческих старостильных Церквей. После этого послания из РПЦЗ уходит архимандрит Гурий (Павлов). Это был первый случай ухода российского клирика из РПЦЗ. В дальнейшим такие случаи станут обыденностью.
В июне 1990 года в Суздале были устроены торжества по случаю 1000-летия Крещения Владимиро-Суздальской Руси. Праздничное Богослужение в Цареконстантиновском храме возглавили иерархи РПЦЗ: архиепископ Берлинский и Германский Марк (Арндт), епископ Тамбовский и Моршанский Лазарь (Журбенко) и епископ Манхэттенский Иларион (Капрал). Это был первый случай открытого служения в России иерархов РПЦЗ.
7 августа 1990 года к РПЦЗ (в подчинение епископа Лазаря) присоединилась община Успенского храма в селе Валищево Подольского района Московской области во главе со священником Алексием Аверьяновым.
20 августа 1990 года была зарегистрирована московская община во главе с Борисом Козушиным. Принято решение о передаче ей храма святителя Николая в Пыжах, однако МП воспрепятствовала исполнению этого решения.
В сентябре 1990 году к РПЦЗ присоединился священник Виктор Усачёв; через месяц храм в селе Голочелово под Москвой, где он служил, был возвращён Русской православной церкви.
Осенью 1990 года образовались общины РПЦЗ в Севастополе после ухода из Московского Патриархата священника Георгия Кохно и протоиерея Андроника (Кохно). Севастопольское духовенство РПЦЗ также окормляло Свято-Николаевскую общину в поселке Кача.
Епископ Лазарь, с недоверием относившийся к новой российской власти, не был настроен «выходить из катакомб» и скептически расценивал массовый переход «патриархийного» духовенства в РПЦЗ. Иную позицию занимал архимандрит Валентин, который стремился как можно активнее разоблачать Московскую Патриархию и призывать православных в свою юрисдикцию. На почве разных подходов к формам церковного служения РПЦЗ в России между Епископом Лазарем и архимандритом Валентином возникли серьёзные разногласия. Епископ Лазарь стал избегать поездок в Суздаль, демонстрируя своё недоверие к архимандриту Валентину, подкреплявшееся слухами о том, что последний является агентом КГБ.
4 октября 1990 года Архиерейский Синод РПЦЗ назначил архимандрита Валентина (Русанцова) Экзархом Российской Православной Свободной Церкви и Управляющим делами при Суздальском епархиальном управлении с правом самостоятельного принятия духовенства и общин из Московского Патриархата, что усугубило противоречия между ним и архиепископом Лазарем, сделав практически невозможным архипастырское окормление им «валентиновских» приходов.
В октябре 1990 года к РПЦЗ присоединилась община во Владикавказе.
22 октября 1990 года общине РПЦЗ передана крипта Казанской церкви Воскресенского Новодевичьего монастыря в Санкт-Петербурге.
В конце 1990 года к РПЦЗ присоединился публицист протоиерей Лев Лебедев со Свято-Троицкой общиной города Курска.
Одна из первых легальных общин РПЦЗ на территории Украинской ССР была создана в Чернигове группой православных мирян во главе с Виталием Шумило. В конце 1990 года они подали в Совет по делам религий заявление о регистрации общины во имя святых священномучеников Василия и Пахомия Черниговских, но получили отказ.
В декабре 1990 года по инициативе известного проповедника Игнатия Лапкина создана община РПЦЗ в Барнауле.
Деятель неканонического православия Григорий (Лурье) в 2013 году так описал причины популярности РПЦЗ в то время: «„Русское зарубежье“ — это был привлекательный, почти магический бренд для той категории советских людей, которая разделяла сразу и общее советское преклонение перед всем заграничным, и русский национализм. Что могло быть лучше национализма и заграничности в одном флаконе? Это и сейчас кого-то привлекает, хотя уже только социально ущербных людей, а 20 лет назад РПЦЗ в России была как мёдом намазана».

### 1991 год
В начале 1991 года глава Миссии РПЦЗ священник Стефан Красовицкий основал общину на Валааме.
2 февраля 1991 года протоиерей Александр Ганаба, секретарь Московской епархии Русской православной церкви, в сопровождении милиции выпроводил активистов РПЦЗ из Покровского храма села Никоновское Московской области.
Отдавая себе отчёт в невозможности создания нормальных церковно-административных структур в России и имея в виду облегчение самой возможности присоединения к РПЦЗ максимально большего числа клириков официальной Церкви, Архиерейский Синод провозгласил Россию (в границах СССР) своей «миссийной территорией», предоставив каждому из трех российских архиереев право окормлять приходы в любом регионе страны. Этот принцип, известный в церковном праве как «каноническая экстерриториальность», закреплён в постановлениях Архиерейского Синода РПЦЗ 1990—1991 годов.
6 февраля 1991 года был освящён храм святых Новомучеников и Исповедников Российских в Омске.
В условиях нарастающего разлада между епископом Лазарем (Журбенко) и экзархом архимандритом Валентином, был решено возвести последнего в сан епископа, а епископа Лазаря возвести в сан архиепископа, чтобы сделать его неформальным первоиерархом Российской православной свободной церкви в России. Горячим сторонником и активным лоббистом епископской хиротонии Валентина (Русанцова) выступил епископ Григорий (Граббе).
10 февраля 1991 года в храме святого праведного Иова Многострадального в Брюсселе совершена хиротония архимандрита Валентина (Русанцова) во епископа Суздальского. Данная хиротония ещё сильнее обострила противорения между Валентином (Русанцовым) и Лазарем (Журберко). К юрисдикции епископа Валентина относились, как правило, перешедшие в РПЦЗ из Московского Патриархата легальные приходы (в большинстве случаев, с собственными храмами), а архиепископ Лазарь окормлял общины, остававшиеся на нелегальном или полулегальном (имели регистрацию, но служили в домашних условиях) положении.
В феврале 1991 года была образована община РПЦЗ в Новосибирске.
В феврале 1991 года к РПЦЗ присоединились несколько общин Калининградской области во главе со священником Петром Астаховым.
Весной 1991 года начались Богослужения в домовом храме святых Новомучеников и Исповедников Российских в Старосадском переулке (Москва).
В апреле 1991 года Министерство юстиции СССР зарегистрировало Братство преподобного Иова Почаевского как всесоюзное религиозное объединение.
7 мая 1991 года состоялся I Епархиальный съезд Суздальской епархии РПЦЗ.
В мае 1991 года к РПЦЗ присоединился приход храма святого Иоанна Предтечи в Каинске Новосибирской области. Настоятелем прихода назначен священник Олег Стеняев.
В августе 1991 году Братству преподобного Иова Почаевского переданы помещения бывших ритуальных залов на трёх московских кладбищах.
1 сентября 1991 года многолюдное богослужение на месте разрушенного храма во имя Феодоровской иконы Божией Матери на улице Карла Маркса в Симферополе провели присоединившиеся к РПЦЗ в начале того же года крымские священники Валерий Лапковский и Владимир Фастович. По окончании богослужения было принято обращение в Верховный Совет Крыма с требованием прекратить дискриминацию общин РПЦЗ.
10 сентября 1991 года к архиепископу Лазарю (Журбенко) присоединилась община крупного Свято-Троицкого собора в городе Обоянь Курской области во главе с игуменом Иоасафом (Шибаевым). 21 октября того же года постановлением Архиерейского Собора РПЦЗ кафедра Архиепископа Лазаря перенесена в Свято-Троицкий собор города Обояни, после чего он титуловался архиепископом «Тамбовским и Обоянским».
15 сентября 1991 года севастопольские клирики вместе с иеромонахом Агафангелом (Пашковским) совершили первый молебен в новообразованной общине г. Херсона, на который собралось около 400 человек.
На заседании Архиерейского Синода РПЦЗ в сентябре 1991 года епископ Валентин предложил «Преосвященному Лазарю, Архиепископу Тамбовскому и Моршанскому, стать во главе Катакомбной Церкви России, а Преосвященному Вениамину, Епископу Гомельскому, быть викарным у Преосвященного Архиепископа Лазаря, с совмещением самостоятельно управлять общинами верующих в Белоруссии и на Украине».
Помимо конфронтации с архиепископом Лазарем, у епископа Валентина (Русанцова) возникли некоторые противоречия с архиепископом Берлинским и Германским Марком (Арндтом), который занимался активной церковной деятельностью в России. Учитывая то, что Архиерейский Собор РПЦЗ 1990 года объявил территорию России «миссийной», архиепископ Марк создавал в СССР свои канонические структуры, некоторые из которых «пересекались» с Суздальской епархией. Так, в своем докладе Архиерейскому Синоду РПЦЗ 1 октября 1991 года епископ Валентин указывал на пять случаев «вмешательства Владыки Марка в пределы не принадлежащей ему епархии»: назначение монаха Амвросия (Сиверса) благочинным реально не существовавшего немецкого благочиния на территории СССР; назначение протоиерея Иоакима Лапкина, побывавшего в монастыре преподобного Иова Почаевского в Мюнхене, благочинным Сибири; принятие общин в Литве; рукоположение священника Сергия Перекрёстова для окормления общины в Санкт-Петербурге; распространение негативной информации и слухов о самом епископе Валентине, так архиепископ Марк попросил лидера националистической организации «Чёрная сотня» Александра Штильмарка направить в Архиерейский Синод РПЦЗ рассказ о нарушении епископом Валентином обетов целомудрия.
«Антипатриархийные» настроения в советской церковной среде особенно усилились после публикации в 1991 году архивных материалов, свидетельствующих о сотрудничестве высших церковных иерархов Московского Патриархата с советскими спецслужбами, обнаруженные в архиве КГБ двумя народными депутатами России, входившими в состав парламентской комиссии по расследованию причин и обстоятельств деятельности ГКЧП, священником Глебом Якунином и Львом Пономарёвым. Впервые их опубликовал журнал «Христианский вестник» в октябре 1991 года.
15 ноября 1991 года Валентин (Русанцов) присоединил к РПСЦ «в сущем сане» священника Валентина Аристова, рукоположенного архиепископом Антонием (Галынским-Михайловским), несмотря на то, что архиепископ Лазарь категорически отрицал каноничность «галынской» иерархии.
19 декабря 1991 года основана община РПЦЗ в Мурманске.
В декабре 1991 года к РПЦЗ присоединился протоиерей Сергий Попов вместе с Благовещенским собором в Нижнем Новгороде.
В декабре 1991 года по оценке деятеля неканонического православия Александра Солдатова, РПЦЗ имела около 300 легальных и катакомбных общин в странах бывшего СССР. 1991 год он оценивает как период наиболее активного роста числа общин РПЦЗ на постсоветском пространстве.

### 1992 год
4 января 1992 года приходу РПЦЗ святителя Василия Рязанского передан храм Богоявления в Рязани (1673 г.).
В начале 1992 года перешедший в РПЦЗ архимандрит Алексий (Макринов) начал Богослужения в храме святого Александра Невского при Православной гимназии в Гатчине.
Архиерейский Синод РПЦЗ предпринимал некоторые попытки к примирению своих российских архиереев, пытался заниматься распределением «спорных» приходов, но это в большинстве случаев только усугубляло размежевание «лазаревцев» и «валентиновцев». Стремление преодолеть разделение между российскими архиереями привело к появлению в Синоде идеи создания такой структуры в России, которая по самому своему положению находилась бы «над схваткой». В январе 1992 года Синод направляет в Россию викария Западно-Европейской епархии РПЦЗ, епископа Каннского Варнаву (Прокофьева) с поручением организовать постоянно действующее Синодальное Подворье в Москве, которое осуществляло бы власть Архиерейского Синода в России. 19 января епископ Варнава (Прокофьев) совершил первое Богослужение в храме Воскресения Христова на Митинском кладбище Москвы.
В России ближайшим помощником и секретарём епископа Варнавы стал священник Алексий Аверьянов, помогавший Варнаве «правильно сориентироваться» в непростых коллизиях церковной и общественной жизни России.
25 февраля 1992 года протоиерей Алексий Аверьянов совершил первое Богослужение в храме святой Марфы и Марии Московской Марфо-Мариинской обители на Большой Ордынке в центре Москвы, принадлежащий городской поликлинике № 68. Протоиерею Алексею Аверьянову удалось достичь договоренности с главным врачом поликлиники Риммой Пумырзиной о предоставлении этого помещения для церковных нужд.
В марте 1992 года общине святого Иоанна Кронштадтского в Одессе передано полуразрушенное здание храма.
В марте 1992 года епископ Варнава был назначен настоятелем Синодального Подворья РПЦЗ в Марфо-Мариинской обители. С первых же дней существования в Марфо-Мариинской обители Синодального подворья РПЦЗ там же фактически разместился неофициальный штаб Национально-патриотического фронта «Память», возглавляемого Дмитрием Васильевым.
19 марта 1992 года протоиерей Алексий Аверьянов и лидер НПФ «Память» Дмитрий Васильев провели совместную пресс-конференцию в Марфо-Мариинской обители, на которой протоиерей Алексий Аверьянов от имени епископа Варнавы и Первоиерарха РПЦЗ митрополита Виталия, который, как вскоре выяснилось, ничего об этом не знал, заявил об альянсе с «Памятью», которая «создаёт отряды быстрого реагирования» для защиты храмов РПЦЗ от захвата их Московской Патриархией. Дмитрий Васильев пообещал летом «взять Москву в тройное кольцо» блокады, чтобы таким образом добиться свержения «дерьмократического» режима.
1 апреля 1992 года к РПЦЗ присоединился Покровский храм в селе Чалдыбар в Киргизии.
В апреле 1992 года ишимские городские власти передали организованной игуменом Евтихием (Курочкиным) общине здание Богоявленского собора, долгое время использовавшееся в качестве городской водокачки.
19 мая 1992 года, Епископ Варнава принял участие в публичной демонстрации «Памяти» по Садовому кольцу в Москве. 22 мая 1992 года епископ Варнава принял участие в организованном НПФ «Память» политическом автопробеге по Садовому кольцу в Москве.
26 июля 1992 года епископ Варнава совершил закладку Донского храма в Подольске, который являлся частью усадьбы Плещеево. Вскоре настоятелем прихода был назначен священник Алексий Аверьянов.
В июле 1992 года Архиерейский Синод принимает решение поручить Епископу Валентину руководство Православным Братством преподобного Иова Почаевского, представлявшим собой в то время основное юридическое лицо РПСЦ, на балансе или в аренде у которого находилось несколько важнейших храмов в разных регионах страны (в частности, храмы Воскресения Христова на Митинском кладбище и Царственных Мучеников на Головинском кладбище в Москве).
3 августа 1992 года в Марфо-Мариинской обители прошёл съезд духовенства под председательством Епископа Варнавы, на котором было принято решение об учреждении Московского епархиального управления РПЦЗ.
В сентябре 1992 года Суздальский епархиальный съезд осудил сотрудничество Епископа Варнавы с «Памятью».
27 сентября 1992 года состоялся III Съезд катакомбного духовенства РПСЦ в станице Саратовской под Краснодаром.
В сентябре 1992 года приходу РПЦЗ передано помещение в городе Алексине Тульской области, где создан храм во имя Казанской иконы Божией Матери.
9 октября на заседании Архиерейского Синода в Кливленде принимается решение возложить руководство руководство Православным Братством преподобного Иова Почаевского на епископа Варнаву, неканонические действия которого в России незадолго до этого уже осуждались Синодом.
13 октября 1992 года произошло одно из самых скандальных событий того времени: налёт общества «Память» при участии священника Олега Стеняева на редакцию газеты «Московский комсомолец». Епископ Варнава публично заявил, что эта акция осуществлялась по его благословению. Сближение епископа Варнавы с «Памятью» нанесло непоправимый урон репутации РПЦЗ в России: демократическая пресса, ранее единодушно поддерживавшая гонимую Церковь, в которой многие видели единственную здоровую альтернативу «красной патриархии», теперь говорила и писала об РПЦЗ только в негативных тонах. Неканонические вмешательства Епископа Варнавы, а точнее его секретаря протоиерея Аверьянова, в церковные дела других российских епархий РПЦЗ, принятие запрещённых другими архиереями клириков, фактическое управление приходами, подчинёнными другим епископам РПЦЗ, привели к полнейшему разладу церковного управления РПЦЗ в России.
16 октября 1992 года из храма святого Иоанна Предтечи в Каинске Новосибирской области, ранее переданный по суду Московской Патриархии, были изгнаны идеологи РПЦЗ.
17 октября того же года решение о руководстве Братством преподобного Иова Почаевского вновь пересматривается: оно опять возлагается на епископа Валентина.
23 октября 1992 года в Марфо-Мариинской обители прошла пресс-конференция священника Олега Стеняева и НПФ «Память», посвящённая налёту «Памяти» на редакцию газеты «Московский комсомолец».
В начале ноября 1992 года прибывший в Россию Заместитель Секретаря Архиерейского Синода РПЦЗ Епископ Манхэттанский Иларион (Капрал) совместно с епископом Валентином (Русанцовым) и протоиереем Виктором Потаповым из Вашингтона провёл в редакции журнала «Огонёк» пресс-конференцию, на которой было зачитано заявление Митрополита Виталия от 2 ноября: «Я был чрезвычайно огорчён последними событиями, где якобы от моего имени … состоялась пресс-конференция НПФ „Память“ в Марфо-Мариинской обители в Москве… Мы категорически осуждаем такие действия с участием в них наших клириков… Мы ничего общего не имеем ни с какой политической партией, фронтом или движением… Мы никоим образом не хотим, чтобы наши церковные ризы смешивались с политикой».
6 ноября 1992 года указом Первоиерарха РПЦЗ митрополита Виталия (Устинова) протоиерей Алексий Аверьянов был запрещён в служении «нарушение нравственных законов о святости брака, соблазнении и блудодеянии». Запрещению не подчинился. Фактически продолжал пользоваться покровительством епископа Варнавы (Прокофьева) до его отъезда из России.
Однако, деятельность Марфо-Мариинского штаба продолжалась. Именно эта деятельность оказалась решающим фактором, повлиявшим на процесс перехода общин Московского Патриархата в юрисдикцию РПЦЗ. Российские архиереи, духовенство и общины РПЦЗ в 1992 и начале 1993 года неоднократно обращались в Синод с просьбами как-то приостановить разрушительную для Церкви деятельность, осуществляемую под прикрытием Синодального Подворья.
В конце 1992 года была образована община РПЦЗ в Якутске.

### 1993 год
2 января 1993 года в РПЦЗ принята община в Астрахани во главе с игуменом Кириллом (Осиповым).
В январе 1993 года I Епархиальное собрание Сибирской Епархии РПЦЗ под председательством епископа Вениамина (Русалеко).
В январе 1993 года в Суздальскую епархию РПЦЗ перешёл приход с Свято-Ольгинским храмом в Железноводске Ставропольского края, недовольный переводом настоятеля на другой приход.
В январе 1993 года в Санкт-Петербурге вышел в свет первый номер журнала «Возвращение».
18 января 1993 года к Суздальской епархии РПЦЗ присоединился скандально известный архимандрит Адриан (Старина) вместе с крупнейшим храмом Московской области — Богоявленским собором в Ногинске, впоследствии перешедший в «Киевский патриархат». Епископ Варнава рассказал на Архиерейском Соборе РПЦЗ, что делегация из Ногинска просила его остановить дело принятия архимандрита Адриана (Старины). Адриан был обвинен в изнасиловании в 1991 году двух мальчиков-прислужников, один из которых повесился. Другой пострадавший мальчик Виталий был незаконно присужден к тюремному заключению за кражу икон из Ногинского собора. Епископ Варнава прочитал по этому поводу письмо родителей Виталия.
27 января 1993 года Архиерейский Синод РПЦЗ выразил благодарность епископу Варнаве «за самоотверженную деятельность в России».
В начале 1993 года был образован второй приход РПЦЗ в Омске.
16 марта того же года на основании решения церковного суда Указом № 33 Архиерейского Синода РПЦЗ архимандрит Адриан «за тяжкие нравственные преступления, невозможные в церковной ограде» был запрещён в служении и освобождён от всех церковных должностей и обязанностей. Однако Адриан, пользовавшийся полной поддержкой Валентина (Русанцова), продолжал оставаться в составе Суздальской епархии РПЦЗ, одновременно войдя в общение с неканоническим «Киевским Патриархатом».
1 апреля 1993 года ОМОН и представители Клиновского отделения милиции отогнали аверьяновцев от Успенского храма в селе Валищево под Москвой, после чего имущество было, переданного по суду Московской Патриархии ещё 5 июня 1992 года. Ранее пытавшийся опечатать храм священник Дмитрий Мельник был избит аверьяновцами. 7 апреля когда в Свято-Успенский храм для служения литургии приехали представители РПЦ, аверьяновцы весьма недружелюбно встретили приезжих, не пустили их в храм.
В июне 1993 года к Суздальской епархии РПЦЗ присоединился писатель и публицист протоиерей Михаил Ардов.
Широкое распространение получило в России в 1993 году письмо архиепископа Марка протоиерею Михаилу Арцимовичу, в котором Германский иерарх делал неутешительные выводы относительно клириков и мирян, принятых РПЦЗ в России из Московского Патриархата: «С самого начала известна была двойственность личности тогдашнего архимандрита Валентина… как и то, что настоящей Катакомбной церкви в России больше нет… „homo sovieticus“», и вместе с тем призывал «искать себе союзников среди тех чистых или стремящихся к чистоте элементов, которые существуют как в недрах Московской Патриархии, так и в других Поместных Церквах».
23 июня 1993 года в Суздале состоялся третий съезд Суздальской епархии РПСЦ, который, потребовал от архиепископа Марка попросить «прощения перед российской паствой, духовенством и Епископом Валентином по поводу его оскорбительных выпадов в их адрес».
23 июля 1993 году епископ Варнава направил на бланке Архиерейского Синода РПЦЗ письмо с предложением о каноническом общении раскольническому «местоблюстителю Киевского патриаршего престола митрополиту Владимиру (Романюку)», где написал: «Просим Вас, Ваше Высокопреосвященство, через возглавляемый Вами Киевский Патриархат дать нашей церковной деятельности юридическую основу и принять в братское общение». Филарет (Денисенко) распространил вышеупомянутое заявление в СМИ и пригласил Первоиерарха РПЦЗ митрополита Виталия (Устинова) прибыть в Киев для установления «братского общения».
После многократных обращений в Синод с просьбой как-то разобрать спорные вопросы, связанные с вмешательством Епископа Варнавы в дела Тамбовско-Обоянской епархии, 17 июля 1993 года Архиепископ Лазарь провёл в Одессе съезд духовенства «Русской Истинно-Православной Церкви», который направил Архиерейскому Синоду РПЦЗ письмо, в котором, в частности, говорилось: «Епископат РПЦЗ не рассмотрел верно ситуацию, сложившуюся в нашем Отечестве, и вследствие этого принял ряд решений, ставящих Русскую Истинно-Православную Церковь, а также приходы, окормляемые Епископом Суздальским Валентином (Русанцовым), на грань разрыва с Зарубежной Церковью». Участники съезда не нашли «никаких обоснованных причин наложения Собором РПЦЗ прещений на Архиепископа Лазаря», заявили об административном отделении от Архиерейского Синода и самостоятельном управлении епархией на началах Указа Патриарха Тихона № 362 и призвали пересмотреть «принятые на основании непроверенных фактов решения в духе братской любви и взаимопонимания». В обращении к Всезарубежному Собору РПЦЗ участники съезда выдвинули целый список своих канонических претензий к РПЦЗ: требования покаяния в «экуменических контактах», поминовение властей за Богослужениями, учение Митрополита Антония (Храповицкого) об искуплении («крестоборческая ересь»), подмена Соборного управления Синодальным, неясность в отношениях с Катакомбной Церковью и Московской патриархией. Кроме того, духовенство Архиепископа Лазаря потребовало осудить «неканонические действия» в России митрополита Виталия, епископа Варнавы и архиепископа Марка, снять запрещения в священнослужении с иерея Сергия Перекрёстова и архимандрита Иоасафа (Шибаева), клириков Архиепископа Лазаря, а также отменить решение об увольнении на покой Епископа Валентина.
Поначалу Епископ Валентин критически отнёсся к «самочинию» Архиепископа Лазаря. В своём докладе Архиерейскому Синоду он отмечал: «Стремление добиться автономии и самоуправления, независимо от Зарубежного Синода, — весьма губительное стремление. Оно сквозит непониманием, а быть может, и полным невежеством в вопросе самого догмата о Церкви… Позвольте ещё раз подтвердить своё непоколебимое убеждение, что как для Российской части, так и для всей нашей Церкви, крайне необходимо только единоначалие! Милостью Божией у нас есть Первоиерарх и Архиерейский Синод, подменять или дублировать которых нет нужды и смысла. А посему никакого сейчас не может быть „Центрального“ или „Всероссийского Высшего управления“!»
В ответ Архиерейский Синод лишил Архиепископа Лазаря права самостоятельного служения и управления приходами. Одновременно увольняется на покой и Епископ Валентин, отказавшийся приехать на Архиерейский Собор 1993 года «по состоянию здоровья». Оба уволенных архиерея продолжают управлять приходами, оставшимися в их подчинении, считая само увольнение на покой абсолютно неканоничной мерой, однако практически все «легальные» приходы Архиепископа Лазаря и несколько «валентиновских» признают справедливость решений Собора и переходят в непосредственное управление Первоиерарха РПЦЗ, которое носило номинальный характер.
25 июля 1993 года Свято-Евсевиевский приход во Владивостоке вместе с протоиереем Анатолием Суржиком совместно с действовавшем при нём «Братством ревнителей православия» прекратил молитвенное общение с Московской Патриархией и вошел в молитвенное общение с Русской Православной Церковью Заграницей.
В начале августа 1993 году боевики «Памяти» изгнали епископа Варнаву и протоиерея Алексия Аверьянова из Марфо-Мариинской обители. Оставшиеся в обители «памятники» пожелали, во главе со своим новым капелланом, священником Олегом Стеняевым, вернуться в Московский Патриархат. Прослужив некоторое время в подмосковном селе Валищеве, Епископ Варнава отбыл во Францию.
12 августа 1993 года Курская епархия вернула себе Свято-Троицкий собор в Обояни, после чего Иоасаф (Шибаев) перешёл в Киевский Патриархат.
В августе-сентябре 1993 года Россию посетил секретарь Архиерейского Синода РПЦЗ, архиепископ Троицкий и Сиракузский Лавр (Шкурла), который, по поручению Синода, предпринял попытку разобраться в хитросплетениях церковной ситуации в России. В программу поездки архиепископа Лавра вошло посещение Суздаля, где он сослужил с епископом Валентином. Это было воспринято как негласное благословение Синода на продолжение деятельности епископа Валентина в качестве правящего архиерея.
9 ноября 1993 года Архиерейский Синод РПЦЗ освободил епископа Варнаву от должности Синодального Представителя в России. Новыми представителями Синод назначает протоиерея Константина Фёдорова, настоятеля Новой Коренной Пустыни под Нью-Йорком, и священника Симеона Донскова из Брюсселя.
25 ноября 1993 года священник Олег Стеняев, проживавший в Марфо-Мариинской обители, принят в Московский Патриархат через перерукоположение.
В ноябре 1993 года Братства святого Апостола Иакова выпустило в Москве первый номер журнала «Вертоградъ».

### Раскол 1994—1995 годов
Ни визит секретаря Архиерейского Синода, ни приезды в Россию нового Синодального Представителя существенно не повлияли на ситуацию, распутать клубок противоречий между епархиями и приходами РПЦЗ в России становилось все труднее.
22 марта 1994 года казавшиеся непримиримыми антагонистами архиепископ Лазарь (Журбенко) и епископ Валентин (Русанцов) образовали в Суздале независимое от Архиерейского Синода РПЦЗ «Временное высшее церковное управление» (ВВЦУ). Председателем ВВЦУ избрали Архиепископа Лазаря, а его заместителем, который и стал фактически руководить новым органом церковной власти, Епископа Валентина, возведенного Архиепископом Лазарем в сан архиепископа. Первыми деяниями ВВЦУ стало рукоположение новых Епископов из числа ближайших сотрудников основателей ВВЦУ: со стороны Архиепископа Лазаря — Епископа Агафангела (Пашковского), со стороны Епископа Валентина — Епископов Феодора (Гинеевского) и Серафима (Зинченко). Данной событие для многих клириков и мирян РПЦЗ стало неожиданностью и раскололо российские приходы РПЦЗ, однако как написал в 2009 году епископ Агафангел (Пашковский): «Тогда о канонах не задумывались, а действовали по обстоятельствам. Действительно, был полный хаос, каждый архиерей „миссионерствовал“ сам по себе, — принимали священников друг от друга без отпустительных грамот, рукополагали на чужой территории. <…> Образование ВВЦУ было попыткой самоорганизации, если можно так выразиться, снизу. Синод, благодаря этому, убедился в необходимости существования какого-то органа управления в России, и вместо ВВЦУ было образовано Совещание Российских Преосвященных».
4-5 апреля 1994 года Архиерейский Синод РПЦЗ признал незаконным создание Суздальского ВВЦУ, запретив в священнослужении архиепископа Лазаря и епископа Валентина и не признав хиротоний новых Епископов, равно как и всех остальных решений ВВЦУ.
В мае 1994 года к РПЦЗ присоединился идеолог движения «непоминающих» в Московском Патриархате священник Тимофей Алфёров с братом Андреем и тремя небольшими общинами в Новгородской области.
24 июля 1994 года архимандрит Евтихий (Курочкин) рукоположен в Нью-Йорке во епископа Ишимского и Сибирского. В свою очередь, члены ВВЦУ критически восприняли хиротонию епископа Евтихия, совершенную без совета с «российскими архиереями», то есть архиепископом Лазарем и епископом Валентином, которые в то время ещё не считали себя вполне отделившимися от РПЦЗ.
В августе 1994 года представитель Архиерейского Синода РПЦЗ в России протоиерей Константин Фёдоров совершил первое Богослужение в домовом храме при детской психиатрической больнице в Москве.
5 октября 1994 года с помощью налоговой полиции власти оградили подходы к храму Воскресенского Новодевичьего монастыря в Санкт-Петербурге крепкой металлической решёткой.
В октябре 1994 года Александр Солдатов начал издавать «Православный информационный бюллетень „Вертоградъ-Информ“». Издание носило частный характер.
Определением Архиерейского Собора от 17/30 ноября 1994 года отменялась «каноническая экстерриториальность» территорию бывшего СССР была разделена на шесть епархий, границы которых совпадали с административно-территориальными границами входивших в них областей, а именно: 1. Московская епархия; 2. Санкт-Петербургская и Северо-русская епархия; 3. Суздальская и Владимирская епархия; 4. Одесская и Тамбовская епархия; 5. Черноморская и Кубанская епархия; 6. Ишимская и Сибирская епархия. Временно управляющим Московской и Санкт-Петербургской епархиями, не имевшими собственных епископов, становится епископ Евтихий (Курочкин).
1 декабря 1994 года на Архиерейском Соборе РПЦЗ в Леснинском монастыре во Франции был подписан акт о примирении между РПЦЗ и российскими архиереями, образовавшими ВВЦУ. Согласно «Акту…» ВВЦУ упразднялось и его решения признавались не имеющими силы, епископ Валентин отказался от своего архиепископства, подписавшись под Актом как епископ, а новорукоположенные епископы должны были принести Архиерейскую присягу Архиерейскому Синоду, после чего могли быть признаны законными архиереями. Упразднялся статус России как «миссийной территории» и вводилось чёткое географическое разделение на шесть епархий (см. выше). Кроме того, вместо упраздненного ВВЦУ Собор учредил новый орган самоуправления российских епархий — Архиерейское Совещание, подчинённое Синоду. Все российские приходы передавались в ведение Совещания, в связи с чем упразднялась должность Синодального Представителя в России.
В конце 1994 года Дирекция Митинского кладбища Москвы передала Московской Патриархии домовый храм Воскресения Христова, устроенный в ритуальном зале кладбища.
В конце 1994 году иподиакон Александр Михальченков был отстранён от должности Председателя братства в честь святого Иова Почаевского и уволен со всех занимаемых постов.
В конце января 1995 года состоялось Первое Архиерейское Совещание Российских Преосвященных в Суздале. Собравшееся на Совещание российское духовенство выразило своё категорическое несогласие с новым делением епархий, поскольку оно влекло за собой перерегистрацию многих приходов РПЦЗ в России, что по мнению критиков было чревато потерей регистрации, а также и храмов. На основе этого на Совещании было постановлено, что окончательное решения вопроса о территориальном делении должно быть принято всеми Российскими Преосвященными по истечении некоторого необходимого времени. Также было выражено несогласие и с некоторыми другими пунктами Акта. На втором заседании Совещания Епископ Евтихий в резкой форме обвинил остальных российских архиереев РПЦЗ в невыполнении Акта Леснинского Собора, и в знак протеста покинул Совещание. Через день он направил Докладную записку Митрополиту Виталию (Устинову), в которой обвинял Епископа Валентина и, в меньшей степени, других членов Совещания в грубом поведении и нелояльности Синоду.
В начале 1995 года началось строительство пятипрестольного собора во имя Азовской иконы Божией Матери в Азове Ростовской области.
В феврале 1995 года в Синод прибыли Феодор (Гинеевский), Серафим (Зинченко) и Агафангел (Пашковский), которые рассчитывали на формальное утверждения их епископских хиротоний, но Синод, обсудив сложившееся положение, поставил им жёсткие условия: признать принятое несколькими днями ранее заочное осуждение Синодом Архиепископа Лазаря и Епископа Валентина за непризнание Леснинского Акта и остаться в США на «испытательный срок», после которого должно было состояться их окончательное признание. На такие условия согласился лишь «лазаревский» епископ Агафангел (Пашковский). «Валентиновские» ставленники Феодор и Серафим, отвергнув эти условия, вернулись в Суздаль (в документах Синода они фигурируют как священнослужители). Временное администрирование их епархиями Синод поручил епископу Евтихию. Таким образом, под руководством Епископа Евтихия оказались пять епархий — почти все российские приходы РПЦЗ, кроме Черноморско-Кубанской епархии епископа Вениамина (Русаленко).
22 февраля 1995 года Архиерейский Синод РПЦЗ запрещает в служении Архиепископа Лазаря и Епископа Валентина (Русаленко) и не признает архиерейских хиротоний епископов Феодора (Гинеевского), Серафима (Зинченко) и Агафангела (Пашковского), совершенных ВВЦУ.
В марте 1995 года была основана Борисоглебская община РПЦЗ в Киеве.
14 марта 1995 года епископ Валентин (Русанцов) возобновил деятельности Суздальского ВВЦУ, где намеревался хотел отреагировать от лица всех российских архиереев на решения зарубежного Синода. Однако, замысел не удался: от участия в Совещании уклонился архиепископ Лазарь, а епископ Вениамин (Русаленко) в его отсутствие фактически отказался от участия в работе Совещания. Приезда в Суздаль Епископа Евтихия после всего случившегося никто и не ждал, а епископ Агафангел остался в Америке, чтобы дожидаться «полного признания» своего архиерейства. Таким образом, в этом Совещании участвовали лишь «суздальские» архиереи — сам Епископ Валентин и два его ставленника-викария — Феодор (Гинеевский) и Серафим (Зинченко). Они решили возобновить деятельность ВВЦУ, а через несколько месяцев ВВЦУ распорядилось прекратить поминовение в подчиненных ему храмах Митрополита Виталия. Суздальская епархия почти в полном составе осталась в подчинении Суздальскому Синоду.

### 1995—2000 годы
После отделения «валентиновских» приходов в марте 1995 года в жизни российских приходов РПЦЗ наступило некоторое затишье. Епископ Евтихий периодически посещал свои обширные епархии. Как он отмечал впоследствии: «Часть из их приходов позже опять возвращались обрантно, и по сути у меня в окормлении была вся Россия, кроме Ставрополья, плюс Украина, Прибалтика, Молдавия и Средняя Азия. Мне приходилось много ездить, причём чаще всего эти поездки были поездками разочарования. Часть священнослужителей не имела ставленнических документов, или находились под прещениями от Московского Патриарха. Поэтому первые два года я никого не рукополагал, а только запрещал в служении».
Примечательным событием этого года можно считать полемику санкт-петербургской общины и некоторых других деятелей РПЦЗ в России с епископом Евтихием по вопросу об экклесиологии греческого старостильного Синода Противостоящих митрополита Оропосского и Филийского Киприана (Куцумбаса), который признавал существование благодати таинств в новостильных православных Церквах, в том числе и Русской православной церкви. Некоторые наиболее радикальный клирики и миряне РПЦЗ восприняли это учение как ересь, а епископа Евтихия, активно выражавшего свои симпатии к митрополиту Киприану и проецировавшего его учение на взаимоотношение РПЦЗ и Московского Патриархата, называли еретиком. В конечном итоге многие из них покинули РПЦЗ и разбрелись по разным неканоническим юрисдикциям.
В этот период на фоне уменьшения роста числа приходов получает распространение такое явление, как выезд российских священников за рубеж для постоянного служения на зарубежных приходах. Как отмечает епископа Евтихий, «около пятидесяти процентов священников, пришедших в РПЦЗ в начале девяностых, были людьми, которые просто использовали Зарубежную Церковь как трамплин, для того, чтобы перебраться в Америку или Канаду. И многим это удалось. Кому-то хотелось быть просто подальше от начальства. Они и в РПЦЗ предпочитали, чтобы священноначалие составляло о них представление по липовым отчётам, как приход в Мурманске, или Бишкеке, который присылал целые тома отчётов, протоколов о многочисленных собраниях, а на самом деле кроме самого священника и одного-двух помощников, не слишком церковных, там никого не было. Они писали за рубеж, просили материальной помощи, и получали её. Создавали видимость деятельности. Все это сыграло свою негативную роль. Были даже и люди не совсем адекватные».
9 декабря 1995 года епископ Агафангел принёс присягу в Синодальном соборе в Нью-Йорке и получил Ставленную грамоту с титулом епископа Симферопольского.
15 января 1996 года Суздальское ВВЦУ преобразовано в Архиерейский Синод РПСЦ, что означало окончательный уход в раскол валентиновцев.
В конец мая — начале июня 1996 года состоялся визит в Россию митрополита Филийского и Оропосского Киприана (Куцумбаса).
Летом 1996 года в самочинном Суздальском Синоде возникло первое серьёзное разделение — рукоположенный годом ранее Епископ Брянский и Тульский Арсений (Киселёв) обратился в Архиерейский Синод РПЦЗ с просьбой принять его в Зарубежную Церковь на тех же условиях, на которых в феврале 1995 года был принят Епископ Агафангел (Пашковский). Рассмотрев дело Епископа Арсения, Синод предложил ему три года пребывать на покаянии в отдалённом австралийском монастыре и, возможно, последующее назначение на одну из зарубежных кафедр. Епископ Арсений отверг эти условия, ссылаясь на невозможность длительного расставания со своей паствой.
В июне 1996 года окончательно оформилась раскольничья Российская истинно-православная церковь, начало которой положила «инициативная группа» бывших клириков РПЦЗ в России, в которую входили: иеромонах Стефан (Линицкий), служивший в московских храмах РПЦЗ, иподиакон Александр Михальченков, чтец Леонид Измайлов, координатор московской единоверческой общины РПЦЗ, и инок Иоанн (Модзалевский), которые обратились к предстоятелю неканонической Украинской Автокефальной Православной Церкви Димитрию (Яреме) с просьбой о «каноническом восстановлении епископата Истинно-Православной Церкви для возобновления её открытого служения в России». С ведома «Патриарха» Димитрия (Яремы) иерархи УАПЦ — архиепископ Роман (Балащук) и епископ Мефодий (Кудряков) рукоположили Иоанна (Модзалевского) во «епископа Московского и Коломенского».
В конце августа 1996 года активисты Православного Братства преподобного Иова Почаевского во главе со священником Константином Точеным, незадолго до этого присоединившимся к РПЦЗ вместе со священником Дионисием Золотухиным соорудили иконостас и алтарь в московском домовом храме святых Царственных Мучеников при «Универсальном центре обучения» в Новогирееве. 1 сентября там начались богослужения. Как отмечал епископ Евтихий, в московском приходе было много разногласий, и что если бы не это, «мы бы получили здесь древний храм очень быстро».
В сентябре 1996 года Архиерейский собор РПЦЗ принял решение о лишении сана епископа Суздальского и Владимирского Валентина (Русанцова) и возобновил деятельность Архиерейского Совещания Российских преосвященных, номинальным руководителем которого стал покаявшийся архиепископ Лазарь, а членами — епископы Вениамин (Русаленко), Евтихий (Курочкин), Агафангел (Пашковский). Российское архиерейское совещание было значительно ограничено в правах: никто из его членов не входил в состав Синода, а все решения вступали в силу только после их утверждения Архиерейским Синодом РПЦЗ.
В октябре 1996 года епископ Торонтский Михаил (Донсков) стал координатором Архиерейского Совещания с включением в его состав и управляющим Московской, Санкт-Петербургской и Суздальской епархиями РПЦЗ.
2 октября 1996 года состоялось Архиерейское Совещание Российских Преосвященных РПЦЗ в Одессе, на котором Архиепископ Лазарь восстановлен в правах правящего архиерея Одесско-Тамбовской Епархии.
1 декабря 1996 года состоялась неофициальная встреча архиепископа Марка (Арндта) с Патриархом Московским и всея Руси Алексием II.
13 января 1997 года состоялось Архиерейское Совещание Российских Преосвященных РПЦЗ в Киеве. Архиереи, участвовавшие в этом Совещании, решили разработать чин приёма священнослужителей, присоединяющихся из Московской Патриархии и Церквей, с которыми она состоит в общении; ходатайствовать перед руководством Свято-Троицкой духовной семинарии в Джорданвилле об оказании помощи в налаживании заочного обучения в епархиях, окормляемых Российскими Преосвященными (поскольку 1996 году фактически прекратила свою деятельность Заочная семинария преподобного Иова Почаевского, с 1990 года курировавшаяся Германской Епархией РПЦЗ и призванная готовить духовенство для российских приходов). В связи с высказываниями и действиями некоторых представителей Зарубежной Церкви (прежде всего, встреча архиепископа Марка (Арндта) с Патриархом Алексием II) «Совещание» решило просить Синод РПЦЗ ясно и четко высказать свою позицию по отношению к Московскому Патриархату и официальной Сербской православной церкви; был констатирован «ряд нерешённых вопросов между РПЦЗ и греческой старостильной группой митрополита Киприана», произошло непризнание хиротоний бывшего Епископа Валентина, принято решение впредь проводить Архиерейское Совещание два раза в год. 28 — 30 января 1997 года архиерейский Синод РПЦЗ утвердил постановления первых Архиерейских Совещаний Российских Преосвященных.
19 мая 1997 года вернувшийся в Московский Патриархат священник Димитрий Гольцев, второй священник храма Богоявления в Борках в Рязани предпринял попытку перевести храм в юрисдикцию Русской православной церкви.
19-22 июня 1997 года в станице Саратовской под Краснодаром прошло Архиерейское Совещание Российских Преосвященных РПЦЗ.
27 июля 1997 года была отслужена последняя Литургия в храме святых Новомучеников и Исповедников Российских в Старосадском переулке Москвы.
В августе 1997 года начался судебный процесс с целью изъятия у общины РПЦЗ храма Богоявления в Рязани.
14 сентября 1997 года при невыясненных обстоятельствах убит протоиерей Александр Жарков, настоятель общины святой Великой Княгини Елисаветы Феодоровны в Санкт-Петербурге, тремя месяцами ранее присоединившейся к РПЦЗ. Уголовное дело, возбужденное по факту убийства, не привело ни к каким результатам.
29 сентября 1997 года Свято-Троицкий храм в посёлке Ивня Белгородской области передан Московскому Патриархату.
6 ноября 1997 года к РПЦЗ присоединился преподаватель Одесской духовной семинарии протоиерей Валерий Алексеев, ставший впоследствии ректором Свято-Кирилломефодиевской семинарии РПЦЗ в Одессе.
9-12 ноября 1997 года состоялось очередное Архиерейское Совещание Российских Преосвященных РПЦЗ в Ялте.
На протяжении всего 1997 года среди клириков и активных мирян РПЦЗ в России продолжалась полемика, вызванная переговорами архиепископа Марка (Арндта) с представителя Московского Патриархата в Германии, завершившимися подписанием итогового документа, в котором фактически признавалась равнозначность двух частей Русской Церкви, разделённых в силу «исторических обстоятельств».
29 апреля 1998 года в одной из комнат здания Архиерейского Синода Русской Православной Церкви Заграницей скончался протоиерей Лев Лебедев.
В конце апреля 1998 года состоялось Архиерейское Совещание Российских Преосвященных перед началом Архиерейского Собора РПЦЗ в Нью-Йорке.
8 мая 1998 года Архиерейский собора РПЦЗ постановил: «Благословить российским епархиям РПЦЗ зарегистрироваться под названием: Русская Истинно-Православная Церковь».
14 мая 1998 года найден мёртвым на полу обгоревшей комнаты клирик храма во имя Державной иконы Божией Матери в Астрахани диакон Олег Спиридонов со следами от побоев на теле и голове.
18-19 декабря 1998 года состоялось Архиерейское Совещание Российских Преосвященных РПЦЗ в Воронеже, на котором обсуждались главным образом текущие вопросы церковной жизни: было решено создать новую епархию на Украине и расширить границы Московской епархии, присоединив к ней общины Рязанской и Тульской областей.
7 марта 1999 года епископ Михаил (Донсков) освятил деревянный храм святого Царя-Мученика Николая в Подольске, построенный местным бизнесменом и казачьим деятелем Виктором Мелиховым.
В апреле 1999 года монахи Стефано-Афанасьевского монастыря во главе с Стефаном (Бабаевым) объявили, что они выходят из подчинения епископа Сыктывкарского и Воркутинского Питирима и относятся теперь к Русской Православной Церкви за рубежом.
21-23 июня 1999 года состоялось Архиерейское Совещание Российских преосвященных РПЦЗ в Великом Дальнике (Одесская области).
В сентябре 1999 года к РПАЦ присоединился отошедший от РПЦЗ приход святой Новопреподобномученицы Великой Княгини Елисаветы Феодоровны в Санкт-Петербурге, фактическим главой которого был известный публицист и патролог Василий Лурье, вскоре рукоположенный в Суздале в сан священника, а затем и принявший монашество с именем Григорий.
9 октября 1999 года храм Богоявления в Рязани подвергся нападению сатанистов. В ноябре того же года приход святителя Василия Рязанского выиграл двухлетний судебный процесс и отстоял своё право на служения в древнем храме Богоявления в Рязани.
3 марта 2000 года в Астрахани скончался настоятель астраханского прихода во имя иконы Божией Матери «Державной» игумен Кирилл (Осипов).
В мае 2000 года к РПЦЗ из Московского Патриархата присоединились два священника в Еврейской автономной области — Димитрий Каплун и Валерий Паташенко.
По мнению епископа Евтихия, именно отсутствие согласия между членами Церкви не позволило РПЦЗ за прошедшие 10 лет создать сильную организацию в России, а не действия властей или Федеральный закон от 26 сентября 1997 года № 125-ФЗ «О свободе совести и о религиозных объединениях». «Неправда, что закон нас притесняет. Когда я прочёл его, я понял, что если иметь желание и приложить усилия, можно построить церковную организацию, которая сможет противостоять власти государства, особенно будучи привилегированной, традиционной конфессией. В Министерстве юстиции мне сказали: „Вам-то что волноваться? Вы же православные“». По словам Сергия Киселёва из прихода святых Царственных Мучеников в Москве, что проблемы усугубляются тем, что центр РПЦЗ находится за границей.

### Раскол 2000—2001 годов
В августе 2000 года состоялся Архиерейский собор Русской Православной Церкви 2000 года, канонизировавший Собор новомучеников и исповедников Российских, чего добивалась РПЦЗ с 1981 года, и принявший «Основы социальной концепции». В октябре того же года Архиерейский собор РПЦЗ положительно оценил данные деяния: впервые на соборном уровне Зарубежная Церковь констатировала фактический отказ Московского Патриархата от «сергианских» принципов — основу для такого заявления дала прописанная в Основах социальной концепции РПЦ возможность «отказать государству в гражданском повиновении». Собор издал постановление о создании при Архиерейском Синоде постоянно действующей комиссии «по вопросам единства Русской Церкви» во главе с архиепископом Марком (Арндтом). 28-29 октября 2000 года в Синодальном доме в Нью-Йорке сразу по окончании Архиерейского Собора РПЦЗ состоялось VIII Архиерейское Совещание Российских Преосвященных, которое не приняло никаких решений осуждающих решения собора.
Приведенные заявления Архиерейского собора РПЦЗ ещё более усилили разделение в её рядах между доброжелателями и противниками сближения с Московским Патриархатом. Среди клириков РПЦЗ на территории бывшего СССР протестные воззвания подписали: иеромонах Дионисий и священник Тимофей Алфёровы; иерей Вячеслав Лебедев, иерей Валерий Рожнов, иерей Владимир Цуканов, иерей Вадим Пахомов, инок Диодор (Пашенцев), иеромонах Порфирий (Катунин); священник Николай Фуртатенко; архимандрит Алексий (Макринов).
В поддержку решений Архиерейского Собора РПЦЗ в своих посланиях высказались: епископ Агафангел (Пашковский); епископ Евтихий (Курочкин), протоиерей Николай Лукий, протоиерей Владимир Карелин, протоиерей Михаил Курочкин, иеромонах Феофан (Носов), иеромонах Ермоген (Петров), иеромонах Тихон (Пасечник), иеромонах Александр (Лузин), иеромонах Даниил (Сугатов), иерей Василий Савельев, иерей Валерий Солдатов, иерей Александр Ермошин, иерей Александр Желтухин, иерей Анатолий Кузнецов, иерей Вячеслав Гаврилов, иерей Сергий Турчик, иерей Андрей Кортусов, иеродиакон Николай (Иост), диакон Сергий Вставских, диакон Виктор Половинкин, диакон Димитрий Мельников, иподиакон Виктор Заводов, протоиерей Владимир Савицкий, иеромонах Софроний (Мусиенко), диакон Николай Савченко, чтец Григорий Беневич.
На начало 2001 года РПЦЗ в России имела около 100 приходов, и, как сообщил 28 февраля священник Сергий Киселёв, «почти все они не имеют собственных храмов» и только 37 приходов имело регистрацию. Немногочисленные приходы, имеющие храмы, сосредоточены в единственной официально зарегистрированной епархии РПЦЗ — Ишимской и Сибирской, где, по словам правящего архиерея, Епископа Евтихия (Курочкина), ситуация лучше чем в Европейской части России: «Восемь приходов имеют храмы». Главная причина более благоприятной ситуации с регистрацией в Сибири, по его мнению, в том, что в его епархии «священники всегда служат там, где родились — мы знаем людей, наши прихожане знают друг друга, в то время как в других епархиях они приходят к незнакомым людям, и в приход легко внедрить провокаторов, которые мешают нашей деятельности, втягивая нас в споры с властями»..
В октябре-ноябре 2001 года произошло организационное оформление церковного раскола, формальным главой которого стал митрополит Виталия. 24 октября лишённый к тому моменту сана Варнава (Прокофьев) рукоположил в епископа архимандрита Сергия (Киндякова) «в присутствии Митр. Виталия, который по состоянию здоровья не мог совершать литургию и участвовать в хиротонии». 5 ноября состоялся Архиерейский синод новой неканонической юрисдикции, на котором было принято её название — Русская Православная Церковь в изгнании (РПЦИ); 6 ноября был рукоположен епископ Владимир (Целищев), а 11 ноября — Варфоломей (Воробьёв). Эти хиротонии совершены «против воли Митр. Виталия и без его участия».
К РПЦИ присоединилось большая часть приходов и монастырей РПЦЗ в бывшем СССР, которые располагались в Республике Коми, Новгородской области, в Москве и Московской области, в Тульской, Курской, Белгородской, Волгоградской, Астраханской, Ростовской и Оренбургской областях, в Краснодарском крае, в Южной Осетии, а также особый автономный округ во главе с иеромонахом Алексием (Макриновым). Сибирская епархия, наиболее преданная епископу Евтихию, сократилась почти вдвое — от РПЦЗ отложились Дальневосточное благочиние (кроме приходов в Еврейской автономной области), приходы в Омске, Нижней Туре и Верхней Туре (Свердловской области), Шадринске (Курганской обл.). Епископ Агафангел (Пашковский), кафедра которого находится в Одессе, медлил и долго не высказывал своего отношения к происходящему распаду церковно-административных структур РПЦЗ, однако в итоге остался в РПЦЗ.

### 2002—2006
1 сентября 2002 года митрополит Одесский Агафангел (Саввин) написал письмо Первоиерарху РПЦЗ митрополиту Лавру, в котором описывал случаи приёма епископом Агафангелом в свою юрисдикцию клириков, лишённых сана за серьёзные канонические нарушения. «Побеги в РПЦЗ сопровождаются, как правило, громкими заявлениями. Себя беглецы обычно выставляют борцами против экуменизма, за чистоту веры и каноническую правду, умалчивая при этом об истинной причине их перехода. Зарубежная Церковь и так достаточно сильно споткнулась на таких личностях как Валентин Русанцов и Адриан Старина. Очень жаль, что не были извлечены необходимые уроки из этих ошибок».
2 марта 2003 году к Одесско-Запорожской епархии РПЦЗ присоединился заштатный архиерей неканонического Киевского Патриархата Иоанн (Зиновьев), принятый в сане архимандрита.
К середине 2003 года в РПЦЗ, оставшейся в России с меньшим количеством приходов (наиболее активные: Новогиреевский приход в Москве, приходы Биробиджана во главе со священником Дмитрием Каплуном, некоторые сибирские общины), обстановка стабилизируется. На неофициальном уровне происходят сослужения её клириков с духовенством Московского патриархата.
В июне 2004 года прошла встреча епископа Ишимского и Сибирского Евтихия с главой Тобольской и Тюменской епархии Московского патриархата архиепископом Димитрием (Капалиным), организованная вице-губернатором Тюменской области Сергеем Сметанюком.
С 25 июля 2004 по 28 февраля 2005 года епископ Бостонский Михаил (Донсков) сопровождал в путешествии по России мощи преподобномучениц Великой княгини Елизаветы Фёдоровны и инокини Варвары, которые сохранила Русская Зарубежная Церковь. Он посетил 71 епархию Русской Православной Церкви в России (от западных её рубежей до побережья Тихого океана), Белоруссии, Казахстане, Узбекистане, Таджикистане, Киргизии, Азербайджане, в странах Балтии. По отзыву самого епископа Михаила: «Во время поездок с мощами святых преподобномучениц Елизаветы и Варвары по епархиям Русской Православной Церкви я молился в алтаре вместе со всеми священнослужителями храмов, и некоторые архиереи предлагали мне облачиться и сослужить, но приходилось уклоняться от этого, так как не был ещё подписан акт о единстве Церкви. Однако это не умаляло нашего совместного молитвенного общения. Многие архиереи принимали меня горячо. И было чувство, что мы уже на пороге того единства, к которому так долго стремились». 16 января 2005 года епископ Михаил совершил совместный молебен с митрополитом Владимиром (Котляровым) в Казанском соборе Санкт-Петербурга перед частицами мощей великой княгини Елизаветы Фёдоровны и инокини Варвары.
В январе 2005 года в Омскую и Сибирскую епархию РИПЦ перешли двое клириков Ишимской епархии РПЦЗ Константин Каунов и Виктор Бабицын, которые своем открытом обращении на имя епископа Евтихия (Курочкина) заявили, что причиной их ухода является «отступление священноначалия РПЦЗ(Л) от исповедания Истинного Православия и принятие курса на унию с сергианско-экуменической Московской патриархией». Оба они были приняты из Московского Патриархата.
19 октября 2005 года в епархиальном доме Одесской и Запорожской епархий РПЦЗ, возглавляемой Агафангелом (Пашковским), состоялась встреча объединительных комиссий РПЦЗ и Московской патриархии. РПЦЗ представляли архиепископ Берлинский и Германский Марк (Арндт) и протоиерей Николай Артёмов, а Московский патриархат — архиепископ Корсунский Иннокентий (Васильев) и протоиерей Николай Балашов. Во встрече принял участие епископ Агафангел (Пашковский), который положительно откликнулся на предложение комиссий приостановить открытие приходов и прием священнослужителей в свою епархию на время переговорного процесса, но заметил, что это осуществимо только при условии принятия Московской патриархией на себя аналогичных обязательств. Также он дал согласие на создание встречных комиссий Одесских епархий РПЦЗ и МП для прояснения сложных вопросов во взаимоотношениях этих двух епархий. на встрече высказывались предложения разделить Одесско-Измаильскую епархию МП на две, а епископа РПЦЗ(Л) Агафангела (Пашковского) либо назначить викарием у местного митрополита МП Агафангела (Савина), либо перевести на другую епархию (возможно, даже зарубежную).
Всего, по данным РПЦЗ, на май 2006 года на территории РФ действовали 18 приходов: 14 в Сибири, по одному в Северной Осетии, Пскове, Подмосковье и Санкт-Петербурге, в Сибири действовал также монастырь РПЦЗ.
В сентябре 2006 года в Одесскую епархию РПЦЗ из Ишима переехал женский монастырь святителя Иоанна (Максимовича) в количестве 20 человек во главе с игуменьей Александрой (Чернявской). Причиной послужила позиция епископ Евтихия по вопросу о немедленном вхождении общин в юрисдикцию Московского Патриархата, против чего возражала игумения Александра. Для монахинь было куплено два дома в сорока километрах от Одессы.
В ноябре 2006 года бывший «управляющий делами Запорожской епархии РПЦЗ» Иоанн (Зиновьев) вместе с тремя клириками покинул РПЦЗ и перешёл в «Российскую православную церковь», бывшим епископом РПЦЗ(В) Антонием (Орловым), где вскоре был вновь рукоположен в епископский сан с титулом «Запорожский и Малороссийский».

### 2007—2012
16 мая 2007 года решением Священного Синода Русской Православной Церкви епископу Евтихию усваивался титул епископа Домодедовского, викария Патриарха Московского и всея Руси, с поручением ему временного архипастырского окормления бывших приходов Русской Зарубежной Церкви в России в течение пяти лет (до 17 мая 2012 года), согласно Приложению к Акту о каноническом общении. В Приложении к Акту, подписанному Святейшим Патриархом 17 мая 2007 года, указано:

Действуя в духе церковной икономии, Священный Синод Русской Православной Церкви и Архиерейский Синод Русской Зарубежной Церкви предусматривают пятилетний переходный период для полного урегулирования положения бывших приходов Русской Зарубежной Церкви на канонической территории Московского Патриархата посредством их вхождения в юрисдикцию местных правящих архиереев. До завершения этого срока таким приходам, не находящимся на территории Самоуправляемых Церквей, предоставляется возможность находиться под окормлением викария Патриарха Московского и всея Руси, которому, с благословения Патриарха, предоставляется также возможность принимать участие в работе Архиерейского Собора и Архиерейского Синода Русской Зарубежной Церкви по приглашению её Первоиерарха.
В мае 2007 года (как до подписания «Акта», так и после) от РПЦЗ отделились: 7 клириков в России: иеромонах Софроний (Мусиенко), иеромонах Савватий (Шваштейн), иеродьякон Сергий (Перескоков), протоиерей Валерий Кравец, иерей Роман Кравец, иеромонах Никон (Иост), диакон Михаил Буряков; 20 клириков на Украине: протоиерей Валерий Алексеев, игумен Георгий (Кравченко), игумен Парфений (Гринюк), иеромонах Арсений (Манько), иеромонах Панкратий (Свирида), иеромонах Ермоген (Петров), иеромонах Иларион (Дмитриев), иеромонах Мефодий (Герб), иерей Игорь Яворский, иерей Василий Демченко, иерей Александр Мартыненко, иерей Виктор Радовский, иерей Валентин Бондарь, иерей Андрей Трачук, иерей Виталий Морозов, иерей Александр Лелека, иерей Олег Слободяник, иерей Константин Поликопа, иеродиакон Ювеналий (Половинкин), иеродиакон Дула (Патоска), диакон Виталий Тараненко; 1 клирик в Белоруссии: иерей Леонид Пляц, 3 клирика в Молдове: иеромонах Иосиф (Калоев), иеромонах Николай (Завьялов), протоиерей Василий Икизли. Кроме того из РПЦЗ ушли Свято-Иоанновский женский монастырь на Украине и Кирилло-Мефодиевская заочная семинария в Одессе. Епископ Евтихий отмечал: «у всех оставшихся в расколе священников есть одна общая черта: отсутствие богословского образования. Даже начального, что затрудняет всякую переговорную деятельность по объединению». 11 июля 2007 года было образовано раскольническое «Временное Высшее Церковное Управление РПЦЗ» во главе с епископом Агафангелом, которое провозгласило основной своей задачей «подготовку к проведению V Всезарубежного Собора, а также налаживание и организация жизни наших епархий, монастырей и приходов в создавшихся условиях»
К концу 2007 года в ведении епископа Домодедовского Евтихия осталось 8 приходов. 7 июня 2012 года епископ Евтихий был почислен на покой по состоянию здоровья согласно поданному прошению. Богоявленскому собору города Ишима был дан статус Патриаршего подворья, епископ Евтихий оставлен в нём настоятелем. К этому времени остававшиеся в ведении епископа Евтихия приходы перешли в местные епархии Русской православной церкви, кроме двух барнаульских, возглавляемых братьями Лапкиными.